# Río Saigón
El río Saigón (en vietnamita: Sông Sài Gòn) es un río asiático del sur de Vietnam, el cual nace en la frontera con Camboya, cerca  de Phum Daung. Fluye hacia el sur y el sureste durante aproximadamente 230 kilómetros hasta desaguar en el río Nhà Bè, el cual sigue 20 kilómetros más hasta desembocar en el mar de la China Meridional, en el noroeste del delta del río Mekong.
El río Saigón se une a 29 kilómetros al noroeste de la Ciudad Ho Chi Minh —antiguamente denominada Saigón— con el río Đồng Nai y justo antes de entrar a la ciudad se anexa el río Ben Cat. El río Saigón es el principal suministro de agua de la Ciudad Ho Chi Minh y parte esencial de su comercio fluvial, con un volumen total de carga y descarga de más de 35 millones de toneladas métricas en 2006, siendo esencial para la ciudad.

## Túnel del río Saigón
El túnel del río Saigón es un túnel fluvial inaugurado el 20 de noviembre de 2011. Cruza por debajo del río Saigón en la Ciudad Ho Chi Minh. Es el túnel bajo un río más largo del sudeste asiático.
El túnel fue construido con la inversión de la Agencia Japonesa de Cooperación Internacional en conjunto con un consorcio de empresas japonesas. Une al centro urbano de la Ciudad Ho Chi Minh con la nueva área urbana de Thủ Thiêm en el distrito 2. Es parte de la autopista este-oeste, un importante proyecto de transporte que busca reducir la congestión vehicular en la ciudad y el transporte entre esta y el delta del río Mekong.

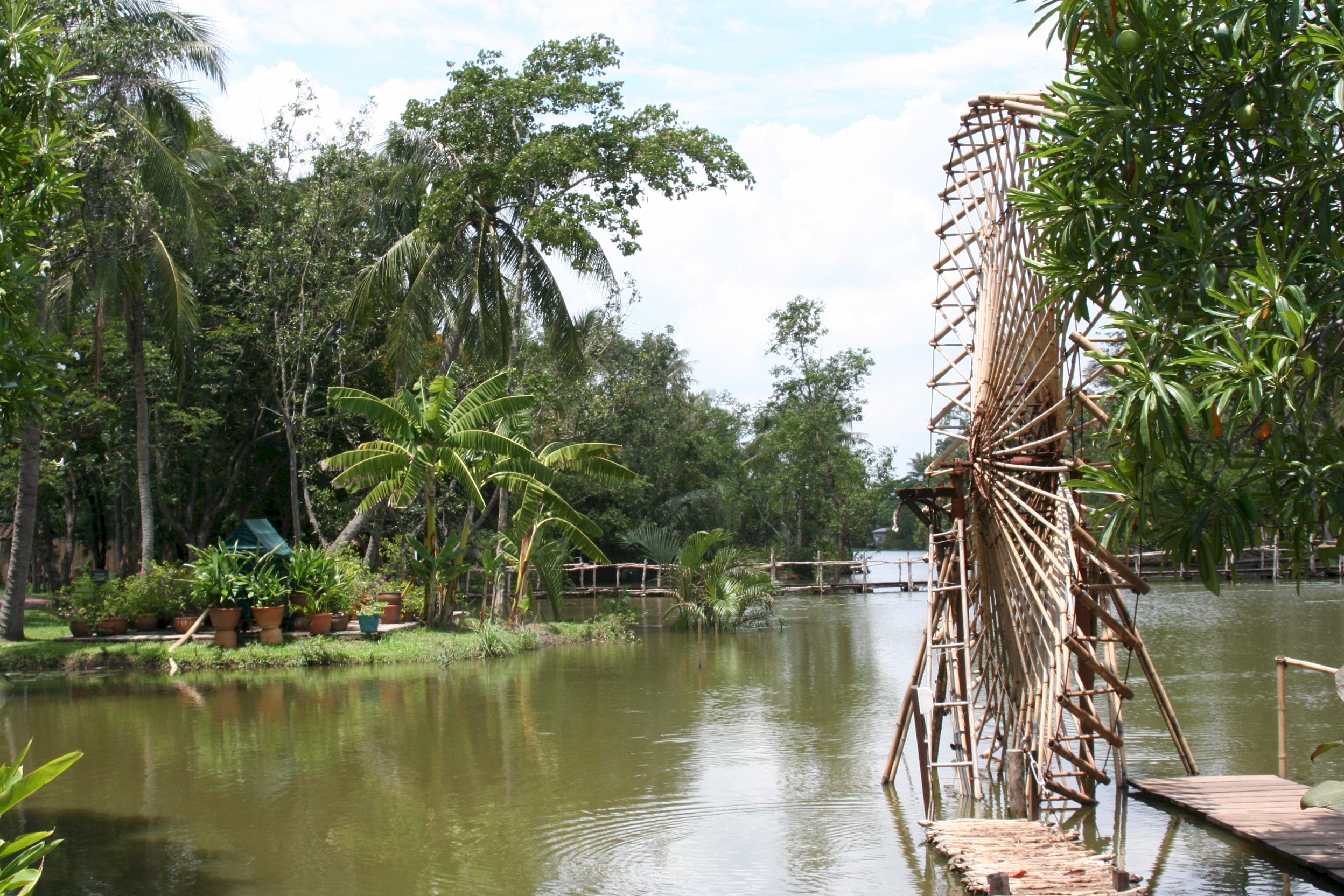
El río en el distrito de Binh Thanh.
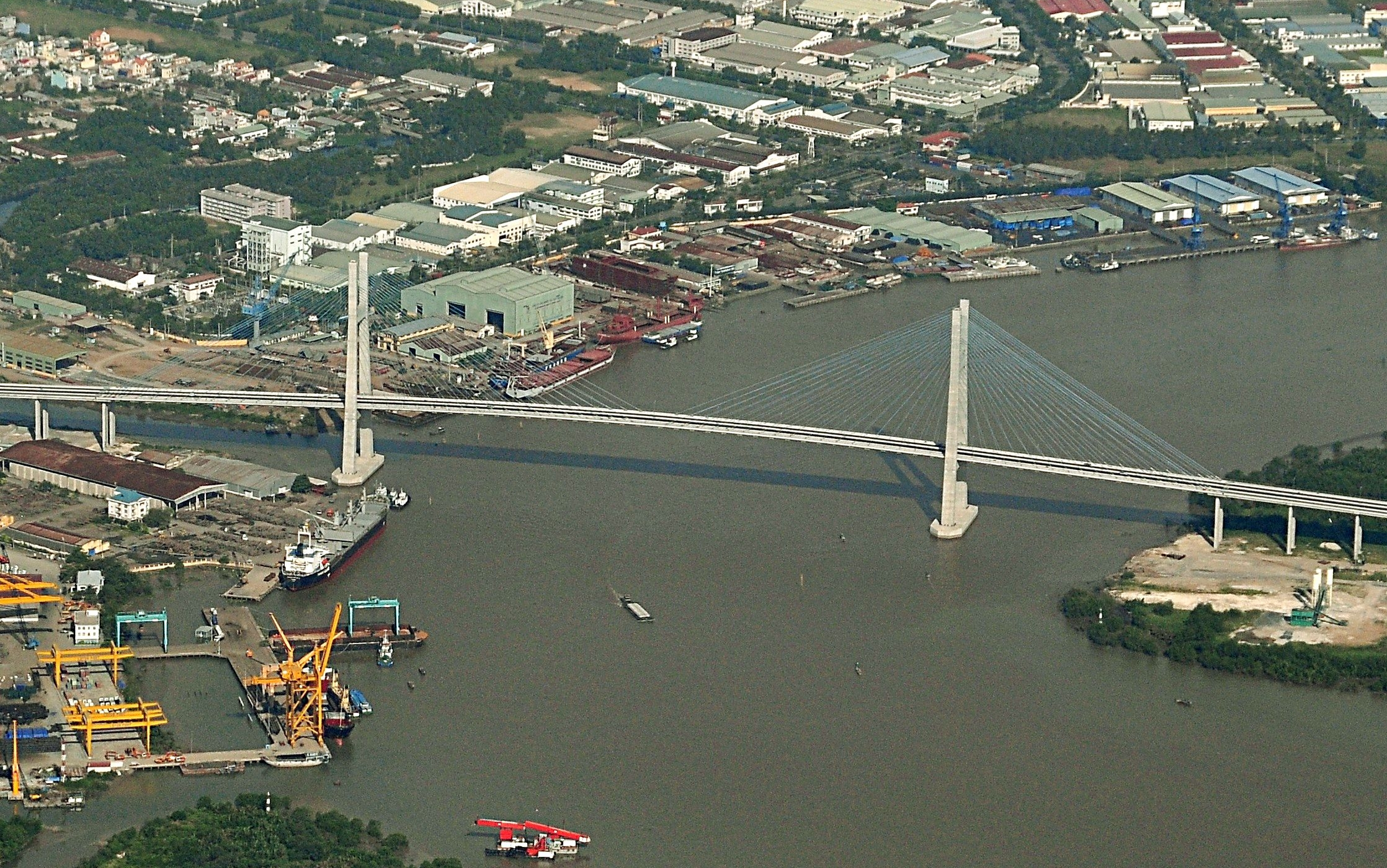
El puente de Phu My, muy cerca de la conflunecia con el Nha Bè
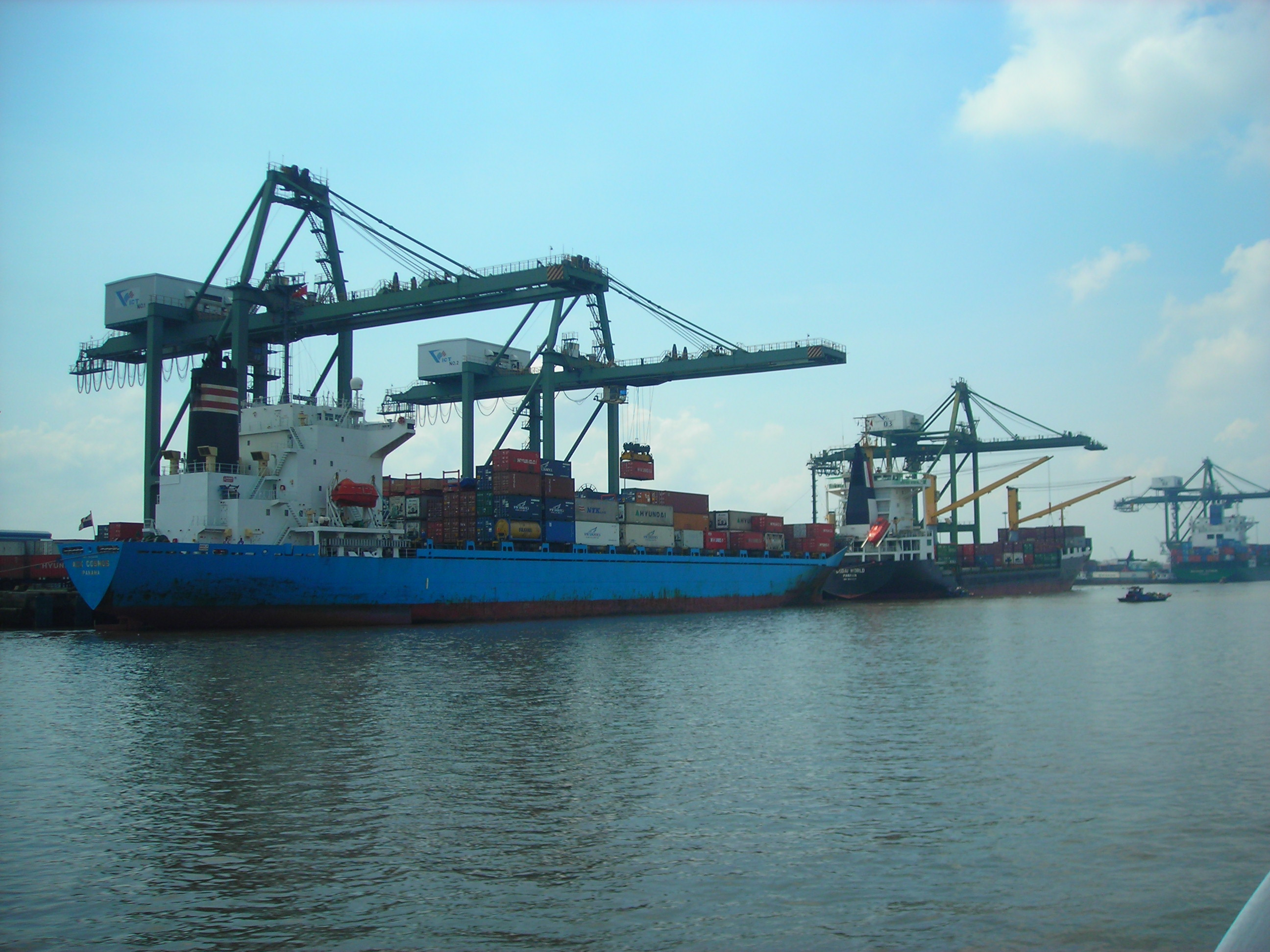
El puerto de la  Ciudad Hô-Chi-Minh
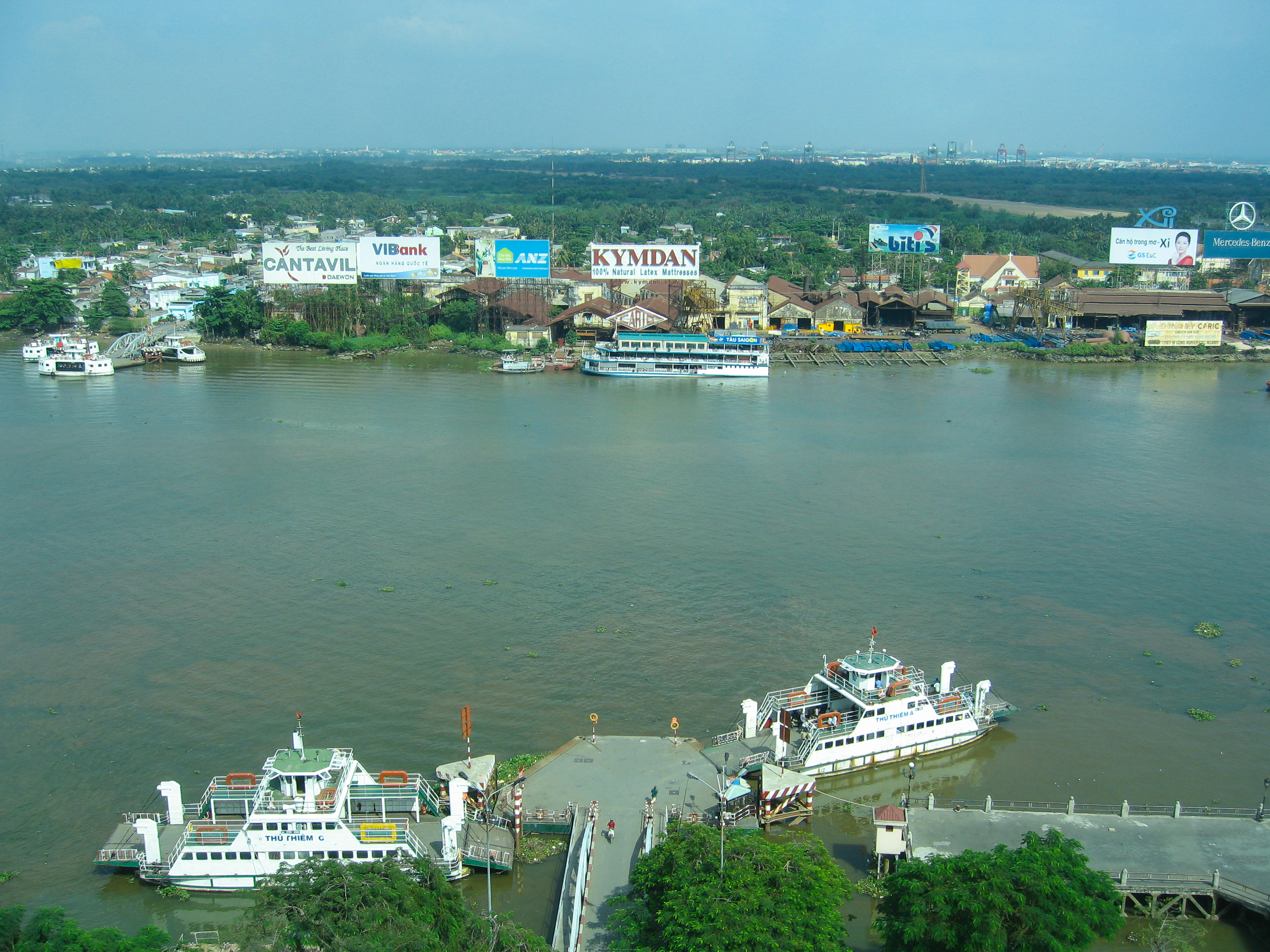
Servicio de ferry de Thu Tiem, visto desde el distrito I de la Ciudad Ho Chi Minh (en funcionamiento hasta 2012)